# Lista de membros da Royal Society eleitos em 1799
Esta é uma lista de Membros da Royal Society eleitos em 1799.

## Fellows
1. Archibald Blair (1752–1815)
2. David Carnegie (1753–1805)
3. James Clark (1755–1817)
4. Reginald Cocks (1777–1805)
5. William Drummond (ca. 1770–1828)
6. Edward Hyde East (1764–1847)
7. Philip Hills
8. Edward Charles Howard (1774–1816)
9. Abraham Mills (ca. 1750–1828)
10. Home Riggs Popham (1762–1820)
11. Apollon Moussin Puschkin (-1805)
12. Edward Roberts (ca. 1763–1848)
13. Joseph Sabine (1770–1837)
14. John Stuart, 1st Marquess of Bute (1744–1814)